# Hilde
Hilde oder auch Hilda ist ein weiblicher Vorname. Er kommt aus dem althochdeutschen hiltja (Kampf). In germanischen Personennamen, die durchgehend zweigliedrig waren, kommt er als erster oder zweiter Bestandteil vor: Hildegard, Hil(d)trud, Hildrun; Brunhild, Krimhild, Gerhild usw. Erst im 19. und 20. Jahrhundert verselbständigten sich die Kurz- und Koseformen zum eigenständigen Vornamen.
Hilde ist auch eine Sagengestalt, z. B. in der Kudrun. Dort ist sie die Frau Hetels, des Königs von Hegelingen.
Hilde van Castricum ist weiterhin der Name einer archäologischen Rekonstruktion einer jungen Frau des 4. Jahrhunderts, die im archäologischen Museum Huis van Hilde in Castricum ausgestellt ist.

## Namensträgerinnen

### Hilda
- Hilda Bernard (1920–2022), argentinische Schauspielerin
- Hilda Gadea (1925–1974), peruanische Revolutionärin, Ehefrau von Che Guevara
- Hilda Geiringer (1893–1973), österreichisch-US-amerikanische Mathematikerin
- Hilda Hänchen (1919–2013), deutsche Physikerin
- Hilda Heinemann (1896–1979), deutsche Bundespräsidentengattin
- Hilda Hilst (1930–2004), brasilianische Schriftstellerin
- Hilda Körner (1920–1995), deutsche Grafikerin und Malerin
- Hilda Kühl (1921–2014), deutsche Schriftstellerin
- Hilda Kuper (1911–1992), simbabwische Anthropologin
- Hilda Murrell (1906–1984), britische Rosenzüchterin
- Hilda von Nassau (1864–1952), letzte badische Großherzogin
- Hilda Nickson (1912–1977), britische Schriftstellerin
- Hilda Rasula (* 1979), US-amerikanische Filmeditorin
- Hilda Schulhof (1889–1942), österreichisch-tschechoslowakische Germanistin
- Hilda Solis (* 1957), US-amerikanische Politikerin
- Hilda van Stockum (1908–2006), niederländische Kinderbuchautorin
- Hilda von Whitby (614–680), englische Heilige und Klostergründerin

### Hilde
- Hilde Merete Aasheim (* 1958), norwegische Unternehmerin
- Hilde Benjamin (1902–1989), deutsche Juristin und Politikerin
- Hilde Coppi (1909–1943), deutsche Widerstandskämpferin
- Hilde Domin (1909–2006), deutsche Schriftstellerin
- Hilde Gerg (* 1975), deutsche Skirennläuferin
- Hilde Güden (1917–1988), österreichische Sängerin
- Hilde Krahl (1917–1999), österreichische Schauspielerin
- Hilde von Lang (1925–2011), deutsche Verlegerin
- Hilde Langer-Rühl (1911–1990), niederländisch-österreichische Pianistin und Atemlehrerin
- Hilde Levi (1909–2003), deutsch-dänische Physikerin
- Hilde Lotz-Bauer (1907–1999), deutsche Fotografin und Kunsthistorikerin
- Hilde Mattheis (* 1954), deutsche Politikerin (SPD)
- Hilde Nocker (1924–1997), deutsche Fernsehansagerin und Moderatorin
- Hilde Schneider (1914–1961), deutsche Schauspielerin
- Hilde Schneider (1916–2008), deutsche Krankenschwester und Pfarrerin
- Hilde Schramm (* 1936), deutsche Erziehungswissenschaftlerin, Soziologin und Publizistin
- Hilde Solbakken (* 1971), norwegische Diplomatin
- Hilde Spiel (1911–1990), österreichische Schriftstellerin und Journalistin
- Hilde Spier (1901–1942), deutsche Journalistin
- Hilde Zimmermann (geb. Wundsam; 1920–2002), österreichische Widerstandskämpferin und politische Aktivistin

## Hilde als Familienname
- Tom Hilde (* 1987), norwegischer Skispringer
- Terje Hilde (* 1986), norwegischer Skispringer

## Filme
- Hilde (Film), deutscher Spielfilm (2009) über die Schauspielerin und Sängerin Hildegard Knef
- Hilde, das Dienstmädchen, DEFA-Spielfilm (1986)